# 坂口安吾
坂口 安吾（さかぐち あんご、1906年（明治39年）10月20日 - 1955年（昭和30年）2月17日）は、日本の小説家、評論家、随筆家。本名は坂口 炳五（さかぐち へいご）。
第二次世界大戦前から戦後にかけて活躍した、近現代日本文学を代表する小説家の一人である。純文学のみならず、歴史小説や推理小説、文芸や時代風俗から古代史まで広範に材を採る随筆、囲碁・将棋におけるタイトル戦の観戦記などの多彩な活動を通し、無頼派、新戯作派と呼ばれる地歩を築いた。

## 人物
新潟県新潟市出身。東洋大学印度哲学倫理学科（現・文学部　東洋思想文化学科）卒業。アテネ・フランセでフランス語習得。
戦前はファルス的ナンセンス作品『風博士』で文壇に注目され、一時低迷した後、終戦直後に発表した『堕落論』『白痴』により時代の寵児となり、太宰治、織田作之助、石川淳らと共に、無頼派・新戯作派と呼ばれ地歩を築いた。
文学においての新人賞である芥川龍之介賞の選考委員を第21回から第31回の間務め、松本清張や辻亮一、五味康祐などの作家を推した。歴史小説では黒田如水を主人公とした『二流の人』、推理小説では『不連続殺人事件』が注目された。
坂口安吾は純文学だけではなく、歴史小説や推理小説、文芸、時代風俗から古代まで広範な歴史における題材を扱った随筆や、フランス文学の翻訳出版、囲碁・将棋におけるタイトル戦の観戦記など、多彩な活動をした。一方で気まぐれに途中で放棄された未完、未発表の作品も多く、小説家としての観点からはけっして「器用な」小説家とはいえないが、その作風には独特の不思議な魅力があり、狂気じみた爆発的性格と風が吹き通っている「がらんどう」のような風格の稀有な作家だといわれている。
晩年に生まれた一人息子の綱男は、写真家として活動している。

## 生涯

### 生い立ち
1906年（明治39年）10月20日、新潟県新潟市西大畑通28番戸（現・中央区西大畑町579番地）に、憲政本党所属の衆議院議員の父・坂口仁一郎（当時45歳）、母・アサ（当時37歳）の五男、13人兄妹の12番目として難産で生まれる。本名「炳五」（へいご）の由来は、「丙午」年生まれの「五男」に因んだもの。血液型はA型。本籍である新潟県中蒲原郡阿賀浦村大字大安寺（現・新潟市秋葉区大安寺）の坂口家の高祖は、碁所の坂口仙得家の末裔（似た名前の二名の囲碁棋士・坂口仙徳と阪口仙得、いずれの末かが不明瞭）という代々の旧家で、「坂口家の小判を積み上げれば五頭山の嶺までとどき、阿賀野川の水が尽きても坂口家の富は尽きぬ」と言われたほどの富豪であり、遠祖・治右衛門（のち甚兵衛）は九谷焼の陶工であった。しかし祖父・得七の投機の失敗により明治以後に没落した。父・仁一郎は政治活動に金銭を注ぎ、炳五の生まれた頃、家は傾きかけていた。邸内の広さは520坪で、松林の巨木に囲まれた邸宅は母屋と離れを合わせ90坪もある寺のような建物で、裏庭の松林を抜けると砂丘が広がり、日本海を見渡せた。祖父・得七は、炳五誕生の10日後、79歳で死去した。
父・仁一郎は、「阪口五峰」「七松山人」の号で漢詩集の著書『北越詩話』（1918-1919年）、『舟江雑誌』のある漢詩人でもあり（森春濤の門下）、市島春城（春城）、会津八一と親交があった。新潟米穀株式会社取引所理事長、新潟新聞社（現・新潟日報社）社長なども務め、衆議院議員の政治家としては、大隈重信の下で憲政擁護に尽力し、若槻禮次郎、加藤高明、犬養毅（木堂）、尾崎行雄（咢堂）らと政友であった。安吾は父について、「三流の政事家であった」としている。10歳年上の長兄の献吉は、後に新潟日報社やラジオ新潟（現・新潟放送）の社長などを務めた。母・アサの実家は、新潟県中蒲原郡五泉町大字五泉（現・五泉市本町）の大地主・吉田家であった。吉田一族は皆〈ユダヤ的な鷲鼻〉を持ち、特に母・アサの兄（伯父）の眼は青く、〈まつたくユダヤの顔で、日本民族の何物にも似てゐなかつた〉という。アサは仁一郎の後妻で、傾いた家計を支えるのに苦労していた。炳五は、5歳の時に生れた妹・千鶴に母親を奪われたという思いが強く、気丈でヒステリックな母から愛されなかったという孤独を抱き、見知らぬ街を彷徨うこともあった。炳五は、自分ばかり憎み叱責する母に対する反抗心を増し、砂丘に寝転んで光と小石の風景を眺めながら、海と空と風の中にふるさとと愛を感じ、その中にふるさとの母を求めていた。
幼少時の炳五は破天荒な性格で知られ、ガキ大将として近所の子供を引き連れ、町内や砂丘、茱萸林、異人池で遊び回り、立川文庫の『猿飛佐助』を愛読し忍術ごっこに興じて忍法を研究していた。炳五の従姉妹の徳（アサの妹の娘。のちの献吉の妻）によると、ある叔父が「炳五はとてつもなく偉くなるか、とんでもない人間になるか、どちらかだ」と言っていたという。小学校での成績は優秀で、ほとんどの科目が10点満点だったが、新潟県立新潟中学校（現・新潟県立新潟高等学校）に入学すると近眼で黒板の字が読めなくなり、英語や数学の成績も下がった。家計は遣り繰りがうまくいかずに差押えを受けていたため、母から眼鏡を買ってもらえず、炳五はその真相が級友に分かるのが恥ずかしく、ほとんど授業に出なくなる。また横暴な上級生への反抗の気持ちも強く学校を休み、放課後の柔道などの練習だけ通った。ようやく眼鏡も買ってもらうが、炳五の不注意で黒眼鏡を買ってしまい、友人たちが珍しがって引ったくり、いじっているうちに壊れてしまう。授業が面白くなく、野球漫画を描き、海岸の砂丘の松林で寝転がるなどして過ごし、雨の日は学校近くのパン屋の二階で歌留多（小倉百人一首）に興じる。この頃、谷崎潤一郎『ある少年の怖れ』などを読む。またこの頃、新潟市のシンボルであった木造の2代目萬代橋がかけ替えられることが決まり、長い間不思議な悲しみに襲われた。

### 「偉大なる落伍者」への決意
中学2年の時に、4科目（英語、博物など）で不合格となり留年したため、家庭教師をつけられるなどしたが、逃げ回っていた。勉強をしない炳五に漢文の教師が、「お前なんか炳五という名は勿体ない。自己に暗い奴だからアンゴと名のれ」と黒板に「暗吾」と書いたとされ、これが「安吾」の由来とされる。1922年（大正11年）、反抗的な落伍者への畏敬の念が強く、ボードレールや石川啄木の影響を受けていた炳五は、試験の際に答案を配られた直後、白紙で提出するなど反抗的態度を取る。この時、「学校の机の蓋の裏側に、余は偉大なる落伍者となつていつの日か歴史の中によみがへるであらうと、キザなことを彫つてきた」と安吾は自伝小説『いづこへ』に記しているが、実際は柔道部の板戸に彫ったという。炳五が再び落第濃厚で、放校されることを危惧した父や兄・献吉が、9月に東京の私立豊山中学校（現・日本大学豊山高等学校）3年に編入させたことがきっかけで、父や長兄夫婦、四兄・上枝と共に東京府豊多摩郡戸塚町大字諏訪（現・西早稲田2丁目）の借家に移り住み、浅草の寄席にも出かけた。秋頃、仁一郎は胃癌と診断される。母と離れて暮しはじめ、炳五は世の中の誰よりも母を愛していることをのちに知る。
文学作品は、兄・献吉の影響もあり早くから読んでおり、私立豊山中学校編入後は同級生の山口修三、沢部辰雄の影響で宗教にも目覚める。谷崎潤一郎、バルザック、芥川龍之介、エドガー・アラン・ポー、シャルル・ボードレール、アントン・チェーホフなどを愛読した。また、詩歌では石川啄木や北原白秋などを愛読し、短歌を作っていた。その他にも、日本史に興味を持ち、『講談雑誌』を愛読していた。自伝小説『風と光と二十の私と』には、ボクシング小説「人心収攬術」の翻訳を、友人Sの名前で雑誌『新青年』に掲載したとあるが（結局掲載されなかったのか）、その掲載記事は見当たらない。文学に自信が持てず、豊山中学時代は、野球や陸上競技に熱中、角力大会に入賞し、5年次の1924年（大正13年）に第10回全国中等学校陸上競技会（インターハイの前身）のハイジャンプで1メートル57センチの記録で優勝した。

### 悟達への想いと求道
関東大震災のあった1923年（大正12年）11月2日に父・仁一郎が細胞肉腫、後腹膜腫瘍で死去（64歳で没）。戸塚を離れ、池袋などを転々と引っ越し、1925年（大正14年）から兄と荏原郡大井町字元芝849（現・品川区東大井）に転居。本当は山に入って暮らすことを考えていたが、父の財産管理で10万円の借金があったことから、3月に豊山中学校を卒業後は代用教員になることを決心し、荏原郡世田ヶ谷町の荏原尋常高等小学校（現・若林小学校）に採用され、その分教場（現・代沢小学校）の代用教員となり、5年生を担当する。分教場主任の家に下宿し、月給は45円であった。生徒への教育方針は「温い心や郷愁の念を心棒に強く生きさせる」ことで、優しいが怖い先生だったという。
この頃、短歌を書く時の名前を「安吾」と称するようになる。「安吾」とは、心安らかに暮らすことを意味する「安居」のことである。のちに安吾は、〈僕は荒行で悟りを開いたから、安吾にした〉と鵜殿新に語っている。芥川龍之介、佐藤春夫、正宗白鳥の作品や、チェホフ『退屈な話』など、多くの文学書を愛読する。
卒業した豊山中学校が仏教真言宗の中学で、在学中から友人らの影響で宗教に目覚めていた安吾は、ますます求道への想いが強くなり、1926年（大正15年）から仏教の本格研究を志すため代用教員を辞め、4月に東洋大学印度哲学倫理学科第二科（現・東洋思想文化学科）に入学。住いは荏原郡大井町字元芝に戻ったり、四兄・上枝と婆やと共に北豊島郡西巣鴨町大字池袋（現・豊島区西池袋）に転居したりした。大学では読書会（原典研究会）を行なうなどした。龍樹に影響を受け、「意識と時間との関係」「今後の寺院生活に対する私考」を原典研究会刊『涅槃』に発表する。この頃、交通事故に遭い、後遺症で頭痛や被害妄想が起こりがちになる。
睡眠時間をわずか4時間にし（午後10時に寝て午前2時に起床）、仏教書や哲学書を読み漁る猛勉強の生活を1年半続けた結果、神経衰弱に陥る。1927年（昭和2年）の芥川龍之介の自殺がさらに安吾の神経衰弱に拍車をかけ、創作意欲を起こしつつ書けない苦悩の中で、自殺欲や発狂の予感を感じ、錯乱症状が悪化して、兄も安吾の病状に気づくようになる。しかし、古今の哲学書や、サンスクリット語、パーリ語、チベット語など語学学習に熱中することで妄想を克服した。

### フランス語と同人『言葉』
大学でサンスクリット語などの辞書を読むために、さらにラテン語、フランス語を学び、1928年（昭和3年）に神田三崎町のアテネ・フランセ初等科に通い始める。そこで、フランス語を成績優秀で「賞」をもらうほど習熟し、同校に通う長島萃、江口清とも知り合う。当時の安吾は詰襟服にソフト帽を押し潰したようにかぶり、まだ酒も飲まず、講義に欠かさず出席して神経衰弱を治すために勉強に打ち込んでいたと江口清は述懐している。安吾は彼らと読書会を開き、モリエール、ヴォルテール、ボーマルシェ、デュアメル などに惹かれた。当時隆盛であった左翼文学やプロレタリア文学には全く魅力を感じず、佐藤春夫、宇野浩二、葛西善蔵、有島武郎を愛読し、小説家への夢を本格的に固める。この頃に第2回『改造』懸賞創作に小説を応募するが落選する。翌1929年（昭和4年）、アテネ・フランセ中等科へ進んだ安吾は、校友会に参加し、菱山修三、葛巻義敏らとも知り合った。11月に再び、第3回『改造』懸賞創作に応募して落選したとされる。
1930年（昭和5年）3月に東洋大学を卒業した安吾は、既成の文学者のようになれない自分に煩悶し、書くべきものの必然性を求めて寄席やレビュー、歌舞伎を観たり、音楽（エリック・サティなど）を聴いたり、有名になりたいという野心と裏腹にカフェーの支配人になろうともするが、アテネ・フランセ高等科に進み、本格的に20世紀フランス文学を学ぶ。5月には荏原郡矢口町字安方127番地（のちに蒲田区安方町。現・大田区東矢口）に新築した家に、兄・献吉夫婦と、前年1929年（昭和4年）に妹・千鶴と上京してきた母・アサと移住した。母は、自分の実家から資金援助し安吾をフランスへ留学させてやろうと真剣に考えていたが、安吾自身は自信が揺らぎがちで、〈途中で自殺しそうな気配の方を強く感じて〉しまい、留学に踏み切れなかったという。11月に、アテネ・フランセの友人葛巻義敏、長島萃、江口清、山田吉彦（きだみのる）らと同人誌『言葉』を創刊。創刊号に翻訳「プルウストに就てのクロッキ」（マリイ・シェイケビッチ）を掲載した。この頃から同人仲間と神楽坂、神田、銀座、新橋に飲みに行くようになる。同月14日には、兄妹の中で一番好きだった異母姉・ヌイが黒色肉腫のため死去（40歳で没）。

### 新進ファルス作家へ
1931年（昭和6年）1月に『言葉』第2号に、ナンセンス的な処女小説「木枯の酒倉から」（副題は「聖なる酔つ払ひは神々の魔手に誘惑された話」）を書き、島崎藤村が褒めているという話を聞いて、小説家としての資質に自信を持つようになる。『言葉』を2号で廃刊後、5月に『青い馬』と改題して岩波書店から新創刊し、創刊号にドビュッシー風の小説「ふるさとに寄する讃歌」（副題は「夢の総量は空気であつた」）、随筆「ピエロ伝道者」、翻訳「ステファヌ・マラルメ」（ヴァレリー）、「エリック・サティ」（コクトー）を発表した。「エリック・サティ」は葛巻義敏との共訳であった。
続いて6月、『青い馬』2号に散文ファルスとも言うべき「風博士」を発表。3号に、新潟県東頸城郡松之山町、松之山温泉を舞台にした「黒谷村」を発表する。この「風博士」を牧野信一から激賞、「黒谷村」も島崎藤村と宇野浩二にも認められ、一躍新進作家として文壇に注目された。安吾は、〈私は短篇小説をたつた三つ書いただけで一人前の文士になつてしまつた〉と述懐している。次いで9月に「海の霧」を雑誌『文藝春秋』、10月に「霓博士の頽廃」を『作品』に発表し、売れっ子作家となり、牧野信一主宰の春陽堂の『文科』にも「竹薮の家」を連載した。この作品にも音楽性、映像性が見られる。『文科』同人には、小林秀雄、河上徹太郎、井伏鱒二らがいた。
1932年（昭和7年）3月、『青い馬』は5号で廃刊、この最終号には評論「FARCEに就て」を掲載し、〈文学全般にわたつての道化〉について論じた。3月から京都に1か月半ほど滞在し、河上徹太郎の紹介で京都帝国大学仏文科卒業間際の大岡昇平を訪ねて、独文科の加藤英倫、安原喜弘らと知り合い交遊して帰京。文学上のことで口論となることのあった牧野信一とは徐々に疎遠となる。6月、「母」を『東洋・文化』に発表。8月、青山二郎行きつけの京橋の酒場「ウヰンザア」にて、加藤の紹介で美人女流作家・矢田津世子と知り合い交際が始まる。この酒場で中原中也との交友も始まった。12月には鎌倉で療養中の姪・村山喜久（姉・セキの娘）を見舞い、詩画集『小菊荘画譜』を喜久の父・村山真雄の弟で画家の村山政司と共に作り、〈菊は娘の娘也と叔父安吾 世に推して憚らず〉などの健康回復の祈願を書く。
1933年（昭和8年）3月に田村泰次郎、井上友一郎、河田誠一、菱山修三、矢田津世子らと同人誌『櫻』創刊に参加し、マニフェスト「新しき文学」を掲げ、5月から「麓」を連載するが、『櫻』は第3号以降の刊行が難しくなり、6月に矢田と共に脱退した。全集未掲載で存在が知られていなかった短編探偵小説「盗まれた一萬圓」を『東京週報』1933年10月15日号に掲載していたことが2022年に判明した。11月、小説論「ドストエフスキーとバルザック」を『行動』に発表。

### 不安と流転の日々
1934年（昭和9年）1月に何度も自殺未遂を繰り返していた親友・長島萃が脳炎で発狂し夭折したことに衝撃を受け、2月に「長島の死に就て」を『紀元』に発表。同月には河田誠一（詩人）も急性肋膜炎で死去した。この2人の友人の死は、安吾に生命の不安を与え、生活態度にも影響を及ぼした。安吾は前年に知り合った蒲田新宿の酒場「ボヘミアン」のお安さんと3月から半ば同棲生活に入り、のちに大森区堤方町555（現・大田区中央）の十二天アパートに移住。5月、「姦淫に寄す」を『行動』に発表。9月に戯曲「麓」（未完）を『新潮』に発表するが、文学的転機に悩み、夏には越前（福井県北部）など北陸地方に放浪し、流転の生活を送る。
1935年（昭和10年）4月に「蒼茫夢」、5月に随筆「枯淡の風格を排す」を『作品』に発表。徳田秋声を批判したこの随筆が縁で、尾崎士郎と知り合う。6月に『黒谷村』（「木枯の酒倉から」など6編収録）を竹村書房から刊行し、出版記念会を開く。新鹿沢温泉に赴き、長野県小県郡弥津村（現・東御市）の奈良原鉱泉で一夏を過ごし、7月、「金談にからまる詩的要素の神秘性について」を『作品』、8月に「逃げたい心」を『文藝春秋』に発表。この小説の主人公の逃走（蒸発）願望は、太宰治などの同時代作家に共通するものであった。12月、母や母性について書いた「をみな」を『作品』に発表。お安さんと別離し、蒲田区安方町の家へ戻る。
1936年（昭和11年）3月、本郷の菊富士ホテルで執筆中に矢田津世子が来訪し再会するが、その後、矢田から絶縁の手紙が来る。このことや同月24日に牧野信一の自殺に衝撃を受けたことから、1月から『文學界』に連載していた長編「狼園」を中断し、5月に牧野への追悼随筆「牧野さんの祭典によせて」を『早稲田文学』、「牧野さんの死」を『作品』に発表する。6月には、5年間交際していた恋人・矢田津世子に絶縁の手紙を送った。矢田との間には肉体関係はなく、5年目の冬に一度接吻しただけだという。11月末から、矢田との恋愛を主題にした長編「吹雪物語」の執筆に取りかかり、翌1937年（昭和12年）2月、尾崎士郎に見送られて東京を発つ。京都府京都市伏見区稲荷鳥居前町22に下宿し、「吹雪物語」の執筆に専念しながらも絶望に陥り、移った下宿先の上田食堂の二階に碁会所を開くなど囲碁三昧、飲酒に明け暮らす生活を送る。

### 切支丹物との出会い
1938年（昭和13年）5月に、安吾作品では最も長い700枚の渾身作「吹雪物語」を脱稿して上京し、本郷の菊富士ホテルに滞在。竹村書房から長編『吹雪物語』を7月に刊行するが、失敗作と評され失意に陥る。6月には可愛がっていた姪の村山喜久が松之山の自宅の池の前で自殺し二重の苦悩の中、執筆に専念し、12月に三好達治の雑誌『文体』に説話体小説「閑山」を発表した。日本の古典文学や昔話に親しみ、1939年（昭和14年）2月にも、説話体小説「紫大納言」を『文体』、3月は「木々の精、谷の精」を『文藝』に発表した。同年5月、安吾は〈人々のいのちとなるやうな物語〉を書くべく、新たな小説の腹案を練るため、茨城県取手町の取手病院の離れに住み込むが、何を書いても本当の文学が書けない思いで空漠とした生活を送る。
翌1940年（昭和15年）1月には取手の寒さに悲鳴をあげ、三好達治の誘いで小田原早川橋付近の亀山別荘という結核患者のための家に転居する。リルケの『マルテの手記』を読み、絶望の必要性を教えられたことと、三好の勧めで『日本切支丹宗門史』など切支丹物を読み始め、執筆意欲を取り戻し、7月に歴史小説「イノチガケ」を『文學界』に発表する。12月に上京し、「風人録」を『現代文學』に発表。歴史小説への意欲は同人雑誌の頃の若い時代にも潜在していたが、ここで新たに歴史人物への共感と視野が広まる。

### 絶対の孤独と「ふるさと」
大晦日に大井広介と浅草雷門で会い、意気投合し『現代文學』同人となる。翌1941年（昭和16年）1月に大井宅で歴史書を耽読し、蒲田区安方町の家に戻る。8月に評論「文学のふるさと」を『現代文學』に発表。シャルル・ペロー版『赤ずきん』の残酷な〈救ひ〉のない結末を鑑み、〈生存それ自体が孕んでゐる絶対の孤独〉が〈文学のふるさと〉だと考察し、〈モラルがないといふこと自体がモラル〉というところから文学は出発するのではないかと論じられ、自身の孤独な半生を思想として結晶させている。8月、小田原から蒲田区安方町94に移り、再び母や兄たちと住むようになったが、小田原の借家は9月に暴風雨で流失する。歴史長編小説『島原の乱』（未完）を構想し、10月に『現代文學』に「島原の乱雑記」を発表、11月は「ラムネ氏のこと」を『都新聞』に発表する。同月、石川淳と識る。
戦時下の1942年（昭和17年）2月、母・アサが73歳で死去。3月に評論「日本文化私観」を『現代文學』に発表。6月に「真珠」を『文藝』に発表。「真珠」は、真珠湾攻撃に特殊潜航艇（甲標的）で参加して戦死した九軍神を主題にした小説で、彼らの死を目前にしたゆえの透明な明るさと、安吾自身の飲んだくれの無頼の生活を対比させた作品である。兄・献吉夫婦が新潟市二葉町1丁目に転居したため、『島原の乱』の執筆を兼ねて一夏を新潟で過ごす。11月に「青春論」を『文學界』に発表。独自の文学観や思想を確立してゆく。1943年（昭和18年）9月、最初の自伝小説「二十一」を『現代文學』に発表。10月に創作集『真珠』（「古都」「孤独閑談」など所収）を刊行したが、「孤独閑談」の一部の表現が時局に合わないとして再版を禁じられた。この頃、「猿飛佐助」の構想を立てるが中断する。12月に『日本文化私観』を文体社から刊行。戦時中は作品発表の場が大幅に減り、歴史書や『平家物語』を読み漁った。
1944年（昭和19年）1月に黒田官兵衛を主人公にした歴史小説「黒田如水」（『二流の人』の原型）を『現代文學』、2月に「鉄砲」を『文藝』に発表。徴兵逃れのために日本映画社の嘱託となる。3月14日に矢田津世子が38歳で病死。安吾はしばらく打ちのめされた。1945年（昭和20年）4月に召集令状を受けるが、応召せず、6月に、記録映画『黄河』などの脚本を書いたが映画化はされなかった。2月26日に東京大空襲を受けたが、家は焼け残った。戦災に遭った親戚筋の大野璋五（裁判官）一家4人が坂口家と同居する。終戦後の9月に日本映画社を退社。世話になった友人の尾崎士郎が戦争責任で追及されることを危惧して奔走する。安吾は尾崎士郎の秘書という名目でGHQ戦犯事務所に同行して弁護をした。

### 時代の寵児——『堕落論』、『白痴』

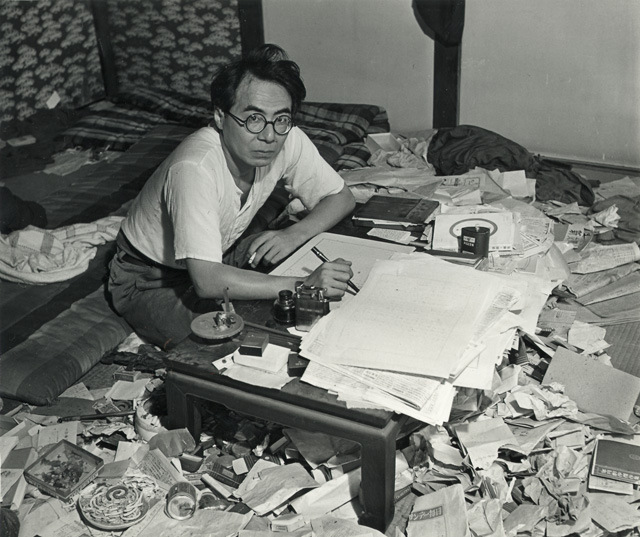
1946年、自宅にて執筆中

1946年（昭和21年）になると雑誌が復刊され出し、1月に「わが血を追ふ人々」（『島原の乱』構想の一部を独立させたもの）を『近代文學』に発表。4月に『新潮』に発表した評論「堕落論」は、終戦後の暗澹たる世相の中で戦時中の倫理や人間の実相を見つめ直し、〈堕ちきること〉を考察して、敗戦に打ちのめされていた日本人に大きな影響を与えた。同誌に6月に発表した小説「白痴」も大きな反響を呼び、この2作によって脚光を浴びた安吾は一躍人気作家となる。続いて7月に「外套と青空」を『中央公論』、9月に「女体」を『文藝春秋』、「欲望について」を『人間』、「我鬼」（のち『二流の人』に挿入）を『社会』を発表。「女体」は、夏目漱石の作品を〈全然肉体を生活してゐない〉とし、〈一組の夫婦の心のつながりを、心と肉体とその当然あるべき姿に於て歩ませる〉という主題の作品である。
10月に自伝小説「いづこへ」を『新小説』、「魔の退屈」を『太平』、「デカダン文学論」を『新潮』、「戦争と一人の女」を『新生』に発表。11月に自伝小説「石の思ひ」を発表。12月に「続戦争と一人の女」を『サロン』に発表し、旺盛な活動を見せる。この頃、太宰治や織田作之助と座談会で面識をもつ。写真家林忠彦と酒場「ルパン」で知り合い「カストリを飲む会」を通じ交友し、12月に安方町の自宅の二階の紙屑だらけの仕事場で撮られた写真も後に有名になった。2年間ほど掃除をしていない部屋を見て、林忠彦は「これだ！」と叫んだという。同月には文藝春秋社『座談』で阿部定と対談する。

### 多忙な人気作家へ
1947年（昭和22年）1月、独特の歴史観による歴史小説「道鏡」を『改造』に発表。道鏡と孝謙天皇の恋の道程を描き、戦前の史観では悪逆非道とされていた人物を取り上げた安吾らしい作品としてセンセーショナルに迎えられたが、内容はむしろ女帝としての孝謙天皇を描いたものだった。同月には、「恋をしに行く」（「女体」の続編）を『新潮』、「私は海を抱きしめてゐたい」を『婦人画報』、徳川家康を題材にした歴史小説「家康」を『新世代』、自伝小説「風と光と二十の私と」を『文藝』に発表。20代の青春期の精神遍歴を描いた小説は、3月の「二十七歳」もあり、それに続く連作的な「三十歳」（翌年5月発表）では当時新進女流作家であった矢田津世子との恋愛について描かれ、安吾自身も年代記の眼目としている。人気作家となった安吾は、太宰治、織田作之助、石川淳らとともに「新戯作派」「無頼派」と呼ばれて、時代の寵児となり注目される反面、「痴情作家」とレッテルを貼られることもあった。
2月、随筆「特攻隊に捧ぐ」を『ホープ』に寄稿したが、GHQの検閲で全文削除となり未発表作となる。同月には初の新聞連載小説「花妖」を、岡本太郎の挿絵で『東京新聞』に連載開始するが、新聞小説としては型破りであったために読者の評判は悪く連載中断となってしまい、5月で未完となった。6月には虚無の極北、絶対の孤独を凝視した「桜の森の満開の下」を『肉体』、自伝小説「暗い青春」を『潮流』、評論「教祖の文学」を『新潮』、ファルス的な連作「金銭無情」「失恋難」「夜の王様」「王様失脚」（のちに長編『金銭無情』）を『別冊文藝春秋』他各誌に発表するなど旺盛な活動を見せた。作品の反響は大きく執筆のペースは大幅に増え、次々と作品を発表し、ヒロポンを服用しながら4日間一睡もしないこともあった。安吾には強気の反面、神経の弱い面が多分にあったという。
9月からは推理小説「不連続殺人事件」を雑誌『日本小説』に連載し始める（挿絵は高野三三男）。作中に登場する巨勢博士は短編「選挙殺人事件」（1953年）、「正午の殺人」（1953年）でも活躍させている。安吾は少年時代から推理小説、探偵小説を愛好し、推理作家としてはアガサ・クリスティを最高の作家として挙げ、横溝正史も好んでいる。飲みに行くこともままならなかった戦争中には、平野謙、荒正人、檀一雄、埴谷雄高らと大井広介邸に集まり、犯人あてのゲームに興じていたが、推理に一番熱心であったが一番当らなかったという。大井広介は、「彼（安吾）の推理は不可思議な飛躍をする」ことが多かったと回想している。安吾は推理小説を、パズルの魅力やゲームとして楽しむ理知的な娯楽と捉えているが、それを成立させるためには、「作家的、文学的、洞察と造型力」が必須であり、「いやしくも犯罪を扱う以上、何をおいても、第一に人間性についてその秘奥を見つめ」ていなければならないと語り。トリックが先にありきで後から登場人物を当てはめたような、「有りうべからざる人間心理をデッチあげ」、「人間性を不当にゆがめている」作品には批判的である。10月に「青鬼の褌を洗う女」を『愛と美』（『週刊朝日』25周年記念号）に発表するが、この作品のモデルと自称する梶三千代とは、3月に新宿の酒場チトセで知り合い、毎週水曜日に秘書として手伝いをしてもらうようになり、9月から結婚生活に入った（正式な婚姻届はのちの1953年8月24日）。なお、安吾自身は「青鬼の褌を洗う女」について、〈特別のモデルといふやうなものはない。書かれた事実を部分的に背負つてゐる数人の男女はゐるけれども、あの宿命を歩いてゐる女は、あの作品の上にだけしか実在しない〉としている。

### ヒロポン・アドルム中毒
1948年（昭和23年）1月に『二流の人』（九州書房）を刊行。「淪落の青春」（未完）を『ろまねすく』に発表。伊藤整や太宰治、林房雄らのいる『ろまねすく』は前年8月に同人となった。2月に『金銭無情』を文藝春秋新社から刊行する。この頃からヒロポンに加え、アドルムを服用するようになり、ちょうど太宰治の自殺した6月頃から、鬱病的精神状態に陥る。これを克服するために、短編やエッセイの仕事は断り、長編「にっぽん物語」（のち『火』）の連載執筆に没頭する。しかし不規則な生活の中でアドルム、ヒロポン、ゼドリンを大量に服用したため、病状は更に悪化し、幻聴、幻視も生じるようになる。12月、執筆取材のために京都へ行くが発熱し旅館に病臥する状態だった。翌1949年（昭和24年）1月に戻った後にはアドルム中毒で狂乱状態、幻視、神経衰弱となり、夫人や友人達の手により2月23日に 東京大学医学部附属病院神経科に入院した。3月に「にっぽん物語―スキヤキから一つの歴史がはじまる」を発表（続きは5月-7月まで）。
4月に薬品中毒症状と鬱病は治まり、「僕はもう治っている」を『読売新聞』に発表。「にっぽん物語」の完成を目指し、置手紙を残して外出先から電話をかけて病院を自主退院する。6月には「精神病覚え書」を『文藝春秋』に発表。8月に推理小説「復員殺人事件」を『座談』に連載開始し、本格推理小説で新境地を拓くが、載誌が廃刊となったため翌年3月に第19章までで中絶となる。未完となった「復員殺人事件」はその展開を惜しまれ、他の探偵小説を書く暇があるのなら、これを完結させるべきだったと大井広介はのちに安吾に苦言を呈している。生活のために執筆を再開するが、軽く使用した薬物のために病気が再発し発狂状態となる。やむなく夫人とともに静岡県伊東市に転地療養し、温泉治療でなんとか健康を取り戻し、11月に伊東市岡区広野1-601の借家に移転し、犬を飼い始める。なお、この1949年（昭和24年）から1954年（昭和29年）まで5年間、芥川賞選考委員を勤め、五味康祐『喪神』、松本清張『或る「小倉日記」伝』を強く推すなど新風を吹き込んだ。

### 巷談師の自覚と珍騒動
1950年（昭和25年）1月には、ファルス的小説「肝臓先生」を『文學界』に発表。続いて戯作者精神を発揮した社会時評「安吾巷談」を『月刊 文藝春秋』で発表し、文藝春秋読者賞を受賞するが、この頃、再び睡眠薬を服用し、中毒症状の発作を起こした。5月から「街はふるさと」を『読売新聞』に連載し、執筆のため度々上京して文京区小石川林町のモミジ旅館に宿泊した。8月に「巷談師」を『別冊文藝春秋』に発表。10月からは探偵小説「明治開化 安吾捕物帖」を『小説新潮』に連載。この作品は、探偵・結城新十郎が勝海舟との談話を交えながらシリーズで解決役となる。安吾は、短編の推理の理想的な形式として日本流のシャーロック・ホームズシリーズを書こうとし、日本では岡本綺堂『半七捕物帳』のような成功作があるということで「捕物帳」になった。同月には石坂洋次郎、林房雄らとの合作によるラジオ小説『天明太郎』を宝文館で刊行した。翌1951年（昭和26年）3月から歴史考察を記した「安吾新日本地理」を『文藝春秋』にて連載開始。古代王朝に関する大胆な仮説（蘇我天皇説）も提唱した鋭い感性からくる歴史観は、その後の作家（松本清張、黒岩重吾など）が古代史を論ずる際の嚆矢となった。

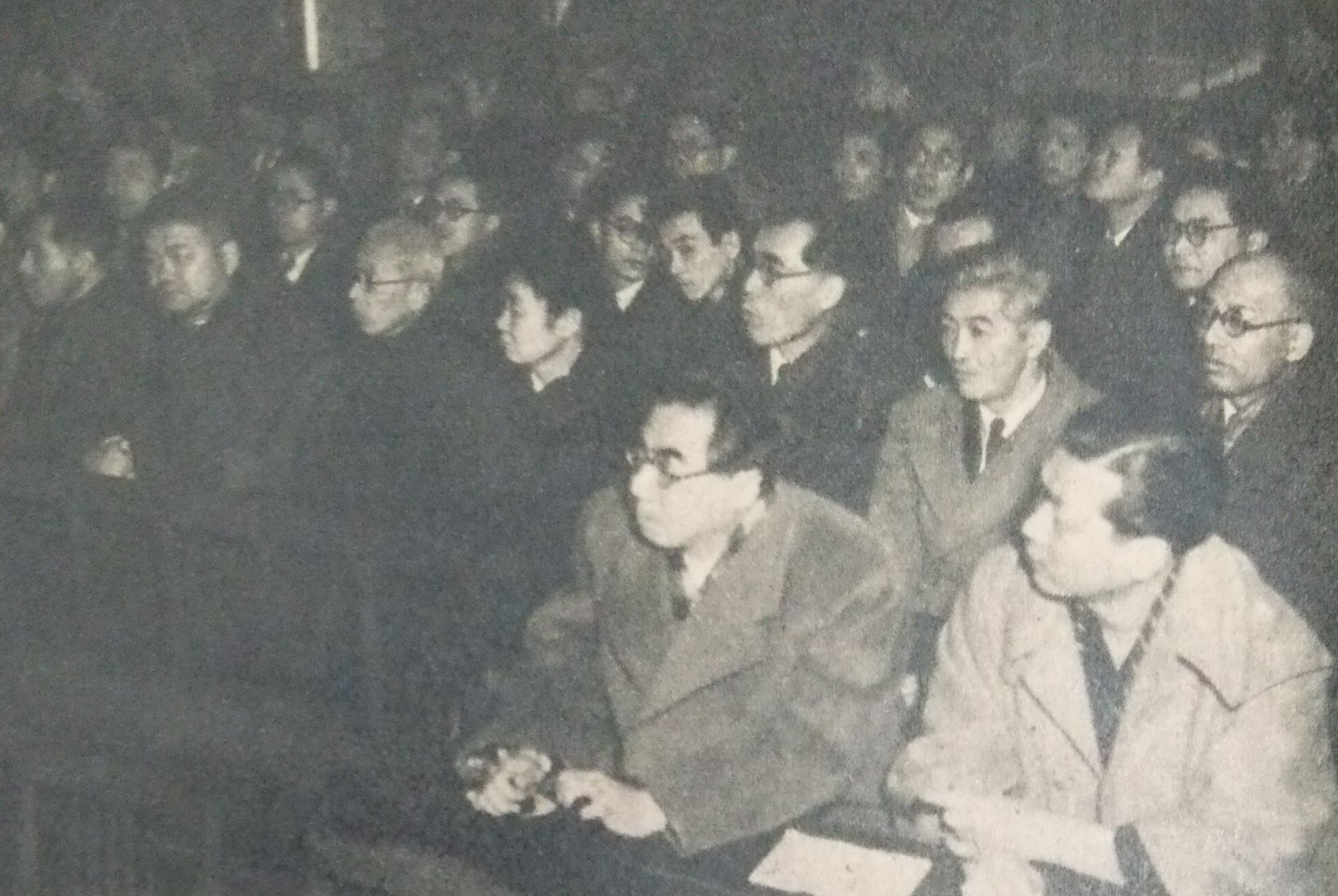
チャタレー裁判を傍聴する坂口安吾（最前列右から2人目）、1952年1月18日

安吾は流行作家としての収入があっても全て使い切ってしまい、5月に税金滞納により家財や蔵書、原稿料も差し押さえとなる。国税庁に腹を立てた安吾は6月に、「差押エラレ日記」、「負ケラレマセン勝ツマデハ」を『中央公論』に書き、税金不払い闘争を行なった。夏から岐阜県北部の飛騨・高山地方を旅行し、日本古代への新たな興味を抱く。一方、この頃から競輪場に通い出し、伊東競輪のあるレースの着順判定（写真判定）に不正があったのではないかと調査、当時の運営団体である静岡県自転車振興会を検察庁に告訴するという伊東競輪不正告訴事件を9月に起こす。監督官庁である通商産業省は「坂口氏の思い違いである」として断定するが、11月にはこれについて書いた「光を覆うものなし」を『新潮』に発表し、その中で再度写真のすり替えによる不正を主張したが、12月に嫌疑不十分で不起訴となった。この時代の競輪は、チンピラやヤクザの巣窟だったという。
この競輪告訴事件の泥沼化により疲れ果て、アドルムを多量に服用し伊東市から離れて、被害妄想から大井広介邸など転々と居場所を変えることになり、妻・三千代の実家や石神井の檀一雄宅に居候する。檀一雄の家に身を寄せていた頃、安吾は「ライスカレーを百人前頼んでこい」と妻に言いつけ、三千代夫人は仕方なく、近所の食堂や蕎麦屋（「ほかり食堂」と「辰巳軒」）に頼み、庭に次々と出前が積み上げられていくという「ライスカレー百人前事件」を引き起こす。檀一雄はその時の安吾について、「云い出したら金輪際にひかぬから」と語っている。その後安吾は、1952年（昭和27年）2月末、『現代文學』同人だった南川潤の紹介で群馬県桐生市本町2丁目266番地の書上又左衛門邸の離れに身を隠す。この頃、この地で古墳巡りやゴルフを始めた。小説の執筆は激減するが、同年1月からは歴史人物譚「安吾史譚」を『オール讀物』に連載し、評論家として活躍、巷談師を自称する。同月には、チャタレー裁判を林房雄らと共に傍聴し、「チャタレイ傍聴記」を『読売新聞』に載せた。6月に「夜長姫と耳男」、9月に戯曲「輸血」を『新潮』に発表。10月からは歴史小説「信長」を新聞『新大阪』に覆面作家として連載。連載と並行して作者名を当てる懸賞募集も行われ、応募総数2784通のうち正解は1299名だった。

### 歴史探訪と途絶
1953年（昭和28年）1月、「屋根裏の犯人」を『キング』に発表。4月ころから鬱病が再発し、アドルム、ブロバリンの大量服用で錯乱状態となったことで、南川潤とも絶縁する。8月に、文藝春秋新社の企画で、安吾が上杉謙信で、檀一雄が武田信玄という想定で川中島決戦を再現するため信州に旅行するが、ここで暴れて松本警察署の留置場に入れられ、釈放された8月6日の朝、長男（綱男）の誕生を知る。薬物の発作が治まると、子供の親だという自覚が芽生え、生活が変化する。1954年（昭和29年）1月、子供が出来たために、財産が無いことを案じた「人の子の親となりて」を『キング』に発表。50歳近くで初めての子ができたことに惑いながらも、子供の成長の伴い愛情を深め、貯金をしようかという気になり始め、また子にはパパ、ママと呼ばせる。
同年8月、歴史小説「真書太閤記」を『知性』に連載開始。「信長」と対をなし、豊臣秀吉（太閤）を描いた作品である（未完）。10月に法要のため、初めて妻と息子を連れて新潟に帰省し、幼少時代の地を歩く。11月に行きつけの浅草のお好み焼き店「染太郎」で、知人たちと食事をし、トイレに立つ時に熱い鉄板に手をついてしまうという「染太郎火傷未遂事件」を起こす。ジュっと音がして焼けた安吾の手のひらを、すばやく氷で冷やして手当をしてくれた店の女主人に感謝した安吾は、「テッパンに手をつきてヤケドせざりき男もあり」という色紙を贈った。12月には、「安吾日本風土記」の構想のために九州の宮崎県に赴き、高千穂神社を訪れた。『中央公論』編集長・笹原金次郎によれば、安吾は庶民の声を綴ろうと、「日本全国歩こう。地方を廻って、古老から話を訊くんだ。日本人の、全く新しい歴史を書きたいんだ」と意欲を持って、「安吾日本風土記」に臨んでいたとされる。
1955年（昭和30年）1月、歴史小説「狂人遺書」（「真書太閤記」の後継をなす作品）を『中央公論』、2月に推理小説「能面の秘密」を『小説新潮』に発表。「安吾日本風土記――高千穂に冬雨ふれり」を『中央公論』に発表して連載開始し、富山県や新潟県、さらに高知県へ取材した。3月号には「安吾日本風土記――富山の薬と越後の毒消し」を発表。2月15日夜に桐生市の自宅へ戻り、17日早朝に、「舌がもつれる」と言いながら突然痙攣を起こし倒れ、7時55分に脳出血により死去。48歳没。
葬儀は2月21日に青山斎場で行われ、尾崎士郎、川端康成や佐藤春夫、青野季吉らが弔辞を読む。川端康成は、「すぐれた作家はすべて最初の人であり、最後の人である。坂口安吾氏の文学は、坂口氏があってつくられ、坂口氏がなくて語れない」とその死を悼んだ。安吾は生前、葬式は退屈で不要だから「バカ騒ぎを一晩やりなさい。あとは誰かと恋をしてたのしく生きて下さい。遺産はみんな差しあげます。お墓なんか、いりません。」「告別式の盛儀などを考えるのは、生き方の貧困のあらわれにすぎず、貧困な虚礼にすぎないのだろう。」と語っており、墓は故郷の新潟県新津市大安寺（現・新潟市秋葉区大安寺）の坂口家墓所に葬られたが、墓には安吾の名や戒名は一切印されていない。
小説としての絶筆は「狂人遺書」となった。没後にエッセイとして3月に「諦めている子供たち」が『暮しの手帖』、「砂をかむ」が『風報』、4月に「育児」が『婦人公論』、「青い絨毯」が『中央公論』、「世に出るまで」が『小説新潮』に掲載される。「狂人遺書」について安吾は生前、〈誰にもわかってもらえなかった秀吉の哀しさと、バカバカしいほどの野心とを書くんだよ〉と言い、53歳の高齢となって初の子供（鶴松）ができた晩年の豊臣秀吉に自己を投影して、長男・綱男への気持ちを表現すると同時に、大きな執筆意欲を示していた。

### 死後
1957年（昭和32年）、新潟市寄居浜の護国神社境内に「ふるさとは語ることなし」の詩碑が建立された。また毎年2月17日は「安吾忌」が催されている。
未完成であった推理小説「樹のごときもの歩く」が、1957年（昭和32年）8月から11月まで4回『宝石』で連載された。これは、掲載雑誌廃刊のために第19章までで未完のままであった推理小説「復員殺人事件」（1949年8月-1950年3月）を「樹のごときもの歩く」と改題して再掲載したものであり、その後を同年12月から高木彬光が続きを書き継いで、翌1958年（昭和33年）4月に完結させた。高木が書き継いだ新稿の後半部は第20章から第30章となる。高木は安吾夫人から、犯人のことや事件解決の決め手などの「安吾の意図」を聞いていたという。しかし結果的には、「解決編」（最終回の第28章から第30章）は安吾の遺志どおりには展開されてはいないとされている。

## 評価
柄谷行人は解説「坂口安吾とフロイト」において、安吾が自らの鬱病の原因を「自我の理想的な構成、その激烈な祈念に対する現実のアムバランス」（「精神病覚え書」）と自己分析していたことに触れた上で、その「自我の理想的な構成、その激烈な祈念」という反復強迫に、フロイトの言う「死の欲動」があると分析している。また同時に柄谷は、日本の近代文学の「第一次戦後派」や「第三の新人」といった戦後の作家や、太宰治とは隔たる安吾の特異な面を見ながら、「何が彼を近代文学＝ロマン主義的な一般性から隔てているのか」の答えとして、安吾には、「理性と感情」（意識と無意識）、「現実原則と快感原則」といったわかりやすい二元論とは異質な「死の欲動」があり、その反復強迫にたえず追い詰められていた作家だとしている。
そして柄谷は、安吾が文壇に注目された時期に掲げていたファルス（全的に人間存在を肯定）ではない、いわゆる近代小説的な、意識による抑圧の理論の「まともな長編小説」を書こうとして鬱病を再発させ、その長編「吹雪物語」の完成後、鬱病を回復させた時期に執筆した「イノチガケ」という作品（キリスト教がいかに日本に到来し広がったかを政治的背景の中で示した作品）に着目し、その中の、幕府が考案した穴つるしの刑によって殉教が繰り返される光景の「無味乾燥な書き方」や、その「滑稽な」処刑により切支丹の死の尊厳を封じることができたと書いている随筆「文学と国民生活」を関連させつつ、その滑稽さが「死の欲動」を抑制したと解析している。そのため、その「イノチガケ」（ある意味でファルスの反復）以後の安吾は、初期にファルスを唱えながらもなお抱いていた「近代小説の形態へのこだわり」を捨て去り、多彩なジャンル（「日本文化私観」のようなエッセイや「織田信長」などの歴史小説）に及ぶ重要な執筆活動を広げ、その活動を通して安吾の中で「近代小説を優位におくハイアラーキー（位階）」が消失したとして、柄谷は以下のように安吾の作品総体を評価している。
また、奥野健男の論考によると、坂口安吾は多彩な活動をする一方で、気まぐれに放棄された未完作、未発表作も多く、その烈しい精神の振幅の個性を全的に表現しうる方法論を模索しながらも十全に開花させた純文学においての長編小説は書かれることは無かったが、いわゆる文壇の巨匠や名人と言われるような器用な作家の作品からは得られない特異な魅力のある作家として、広くジャンルを越えて他の多くの作家、創作者からも親しまれている傾向があり、奥野はその安吾の魅力を、他の小説家からは求めることができない「不思議な人間的魅力にあふれている」「ある時は人間の魂の底まで揺がすようなすさまじい感動を、ある時は澄みきった切ないかなしみに似た憧れを与えてくれる」と評しつつ、「坂口安吾の作品の中に、未来の文学へのさまざまな貴重な実験や発想や方法、そして全人的なヴァイタリティをぼくたちは見いだすことができる」としている。また、文学作品だけではなく、その歴史小説や推理小説も評価され愛好されている。

無頼派、新戯作派であり、坂口安吾との交流も多かった檀一雄は安吾の特異な作家性について以下のように評している。
磯田光一は坂口安吾が執筆した作品群を並べ、安吾という作家、また文章への評価としてこう総括している。
七北数人は、安吾の「風と光と二十の私と」を始めとする自伝的小説群を解説しながら、「無頼派と呼ばれるにふさわしいデカダンな行状を含みながらも、これほど真面目に生きた人は稀ではないかと思わせられる」として以下のように安吾の作品を評価している。
柄谷行人は『週刊読書人』3211号に掲載された自らの著作である坂口安吾論の刊行インタビューの中で、無頼派について「「無頼」という言葉は、一般に考えられているようなものではなく、「頼るべきところのないこと」（『広辞苑』）です。つまり、それは他人に頼らないことです。その意味では、いわゆるヤクザは無頼とはほど遠い。組織に依存し親分に従い、他人にたかるのだから。その意味で、安吾はヤクザではなく、まさに「無頼」だった。太宰はそうではない。「無頼」であれば、そもそも共産党に入党しないし、転向もしない。彼は頼りっぱなしの人だった。自殺するときまで、他人に頼っている。そういうものを「無頼」とはいいません。言語の本来の意味では、「無頼派」は安吾だけだったと思います。最初に読んだときから、自分には安吾が性に合っていた。」と評している。
また、坂口安吾の作家生活は約24年間（1931年-1955年）であるが、戦後10年間の後半生（文壇的成功、恋愛、酒と遊び、狂気、長編小説の失敗、社会的事件、死）と、戦前14年間の前半生の経過が非常に似ていることが指摘されている。小川徹は、安吾が自身の前半生を戦後の後半生に対応させて、同じ人間が生まれ変わり、「解放された人間」として同じ経過のコースをもう一度生きてみようとしたのではないかと考察している。
そして、前段の節でも記述したように、安吾の葬儀の際には川端康成が、安吾の個性的な文学について触れ、「すぐれた作家はすべて最初の人であり、最後の人である。坂口安吾氏の文学は、坂口氏があってつくられ、坂口氏がなくて語れない」と述べた。
また、作家同士の交流が多かった無頼派、新戯作派の中でも特に坂口安吾と深い交流があった石川淳は自らの随筆『安吾のいる風景』の中で「安吾はよく書き、よく褒めた。褒めるのは自分の書いたものに決まっている。それはもっと、もっとと、自分を先のほうへせきたてる調子のようにもきこえた」と、創作時における安吾の印象を述べている。
さらに、石川淳は『この巨大なるもの』と題した以下のような評を安吾の全集に寄せている。
作家の佐藤春夫は「文学の本筋をゆく」の中で、「坂口安吾の文学はいささか奇矯で反俗的なところはあつても、文学としては少しも病的なものではなく、高邁な精神をひそめたすぐれたものと思ふ。その点、太宰治のどこまでも頽廃的でいぶしのかかつたセンチメンタルなものよりわたくしは坂口の文学の方が文学の本筋だと思つてゐる」とした上で以下のように評している。
終戦直後の成功によって無頼派（新戯作派）と呼ばれた坂口安吾だが、その戦前からのファルス的作品や、歴史小説までも含めた諸作品に貫かれているのは、「壮大な虚構精神」であり、私小説的な自伝小説には、自己否定と独特な「求道的態度」が脈打っていると三枝康高は解説し、それらの作品には、安吾の狂気じみた「爆発的性格」と「ガランドウにも似た風格」が介在していると評している。
この「ガランドウ」という言葉は、小田原に安吾を招き共に生活をしたこともある三好達治が安吾を評して、「かれは堂々たる建築だけれども、中へはいってみると、畳が敷かれていない感じだ」と言った評を受け、安吾自身が笑ってしまい、自分のことを、「まったくお寺の本堂のような大きなガランドウに、一枚のウスベリも見当たらない。大切な一時間一時間を、ただなんとなく迎へ入れて送りだしてゐる。実の乏しい毎日であり、一生である。土足のままスッとはいりこまれて、そのままズッと出ていかれても、文句のいいやうもない。どこにもくぎりのないのだ。ここにて下駄をぬぐべしといふやうな制札が、まつたくどこにもないのである」と述べたことから来ている。
三島由紀夫も安吾を「敬愛する作家」として以下の言葉を選集に寄せている。
そして、「太宰治がもてはやされて、坂口安吾が忘れられるとは、石が浮んで、木の葉が沈むやうなものだ」として、三島は安吾について以下のようにも評している。

## 趣味嗜好

### 囲碁・将棋好き
坂口安吾は推理小説以外に、将棋や囲碁も好んでおり、特に囲碁は強く、1937年（昭和12年）の京都府滞在時には碁会所席主として生活していたほどであったが、その後に塩入逸造三段に五子で勝ったこともある。
囲碁の呉清源の岩本薫との十番碁の第一局、将棋の木村義雄が塚田正夫に名人を奪われた第6期名人戦の最終局（第七局）、木村と升田幸三との三番勝負の第一局、木村が塚田から名人を奪回した第8期名人戦の最終局（第五局）、それぞれの観戦記を執筆していて、評価が高い。「勝負の鬼」として十年間不敗だった木村義雄が、1947年（昭和22年）の第6期名人戦で、勝負師根性を捨てたため塚田正夫にて敗北した時の、木村を厳しく批判した『散る日本』は名作として名高く、1950年に第一期九段戦に勝利した大山康晴を主人公にした小説『九段』もある。
また、王将戦で升田幸三が木村義雄との香落ち番の対局を拒否した陣屋事件についても、事の詳細を記した随筆『升田幸三の陣屋事件について』が安吾の死後に見つかった。この中で安吾は、升田の処分を決める棋士総会を傍聴したと記している。この随筆は、関係者の間で証言が食い違うことの多かった陣屋事件における、貴重な考証資料の一つとして注目を浴びた。

### 食生活
アンコウを共食いと言い好んで食べた。

### 政治的立場
旧来の封建主義（天皇制等）と共に共産主義や日本共産党、日本社会党に対しても批判的立場をとり、「マルクスレーニン筋金入りの集団発狂あれば、一方に皇居前で拍手をうつ集団発狂あり、左右から集団発狂にはさまれては、もはや日本は助からないという感じ」と記している。ソ連や日本共産党をたびたび批判する一方で中国共産党を高く評価しており、「本家ソビエットの共産主義政府が壊滅しても、中共だけは栄えるかも知れない」ことを予言した。
「豊かな国のオコボレに縋る方が、現実を救う最短距離」として戦後の日米関係にも肯定的で、反再軍備の持論として『もう軍備はいらない』を執筆している。
『咢堂小論』では、戦時中、基地に於て酒と女と死ぬことの三つだけを習得した特攻隊員が戦後、野放しとなり暴徒化するであろうというのでこれを再教育せよと述べた志賀直哉を批判しつつ、当時の軍人精神の欺瞞を指摘している。
また、政治と民衆、文学との関係、そこから帰結する人間の生活と個・自我の問題について洞察され、著者の脱政治性と個人主義的態度がみられる。

### 芸術観
シュルレアリスムに関しては批判的であった一方で『日本文化私観』等では、機能的、即物的、モダニズム的嗜好がうかがえる。

### 道徳観
『デカダン文学論』（1946年）では、道徳観が綴られている。

## 主要作品

### 推理小説

#### 巨勢博士
- 不連続殺人事件（1947年） - 長編
- 復員殺人事件（第19章までで未完、1949年）
- 選挙殺人事件（1953年）
- 正午の殺人（1953年）

#### 結城新十郎
- 明治開化 安吾捕物帖（上下）

#### ノンシリーズ
- 投手殺人事件（1950年）
- 孤立殺人事件 (1951年)
- 屋根裏の犯人（1953年）
- 南京虫殺人事件（1953年）
- 山の神殺人（1953年）
- 影のない犯人（1953年）
- 心霊殺人事件（1954年） - 中編
- 能面の秘密（1955年）

#### 海外翻案
- 組立殺人事件（1951年） - ロイ・ヴィカース作品[72]

### 歴史小説
- 黒田如水（『二流の人』の原型）
- 島原の乱雑記
- 道鏡
- 家康
- 二流の人
- 織田信長（未完）
- 信長
- 梟雄
- 真書太閤記

### その他小説・自伝
- 木枯の酒倉から
- ふるさとに寄する讃歌
- 風博士
- 黒谷村
- 海の霧
- 霓博士の頽廃
- 竹藪の家
- 蝉――あるミザントロープの話
- 母
- Pierre Philosophale
- 村のひと騒ぎ
- 傲慢な眼
- 小さな部屋
- 麓（未完）
- 姦淫に寄す
- 蒼茫夢
- 金談にからまる詩的要素の神秘性に就て
- 逃げたい心
- をみな
- 狼園
- 母を殺した少年（吹雪物語の一部）
- 老嫗面
- 南風譜―牧野信一へ―
- 吹雪物語
- 閑山
- 紫大納言
- 木々の精、谷の精
- 篠笹の陰の顔
- イノチガケ
- 風人録
- 波子
- 真珠
- 二十一
- 鉄砲
- 露の答
- わが血を追ふ人々
- 白痴
- 外套と青空
- 女体
- いづこへ
- 戦争と一人の女
- 石の思ひ
- 続戦争と一人の女
- 恋をしに行く
- 私は海を抱きしめてゐたい
- ぐうたら戦記
- 風と光と二十の私と
- 母の上京
- 花妖
- 二十七歳
- 花火
- 桜の森の満開の下
- 暗い青春
- 金銭無情
- オモチャ箱
- 青鬼の褌を洗う女
- ジロリの女――ゴロー三船とマゴコロの手記
- アンゴウ
- 三十歳
- にっぽん物語（のちの『火』）
- 天明太郎
- 肝臓先生
- 水鳥亭由来（のち「水鳥亭」と改題）
- 街はふるさと
- 九段
- 女忍者使ひ
- 夜長姫と耳男
- 吝嗇神の宿（『人生オペラ リレー小説』第2回）
- 握つた手
- 女剣士
- 保久呂天皇
- 花咲ける石
- 裏切り
- 狂人遺書
- 花咲ける石
- 青い絨毯

### 戯曲
- 麓（未完）
- 輸血

### 評論・随筆
- 今後の寺院生活に対する私考
- FARCEに就いて
- 新らしき文学
- ドストエフスキーとバルザック
- 長島の死に就て
- 悲願に就て
- 枯淡の風格を排す
- 文学の一形式
- 牧野さんの祭典によせて
- 牧野さんの死
- かげろふ談義
- 日本の山と文学
- 文字と速力と文学
- 作家論について
- 文学のふるさと
- ラムネ氏のこと
- 古都
- たゞの文学
- 日本文化私観
- 居酒屋の聖人
- 青春論
- 文学と国民生活
- 伝統の無産者
- 咢堂小論
- 芸術地に堕つ
- 地方文化の確立について
- 処女作前後の思ひ出
- 尾崎士郎氏へ（私信に代へて）
- 堕落論
- 魔の退屈
- 肉体自体が思考する
- 続堕落論
- デカダン文学論
- 戯作者文学論
- 特攻隊に捧ぐ
- 私は誰？
- 恋愛論
- 大阪の反逆
- わが戦争に対処せる工夫の数々
- 教祖の文学
- 散る日本
- 推理小説について
- 不良少年とキリスト
- 太宰治情死考
- 志賀直哉に文学の問題はない
- 戦争論
- 切捨御免
- ヨーロッパ的性格、ニッポン的性格
- 哀れなトンマ先生
- 僕はもう治つてゐる
- 精神病覚え書
- 勝負師
- 行雲流水
- 安吾巷談
- 便乗型の暴力
- 百万人の文学
- 推理小説論
- わが人生観
- 巷談師
- 安吾新日本地図
- 負ケラレマセン勝ツマデハ
- 飛騨・高山の抹殺―安吾の新日本地図・中部の巻
- 飛騨の顔
- 歴史探偵方法論
- 光を覆ふものなし―競輪不正事件
- 安吾行状記
- 安吾史譚
- 道鏡童子―安吾史譚・その二
- もう軍備はいらない
- 人の子の親となりて
- 坂口安吾下田外史
- 武者ぶるい論
- 安吾新日本風土記
- 砂をかむ
- 世に出るまで

## 著作本一覧

### 単行本
- 『黒谷村』竹村書房 1935年6月
  - 「木枯しの酒倉から」「ふるさとに寄する讃歌」「風博士」「黒谷村」「竹薮の家」「蝉」収録
- 『吹雪物語』竹村書房 1938年7月（改訂版は、新体社 1947年7月）
- 『炉辺夜話集』スタイル社 1941年4月
  - 「閑山」「紫大納言」「勉強記」「盗まれた手紙の話」「イノチガケ」収録
- 『真珠』大観堂 1943年10月
  - 「母」「古都」「孤独閑談」「木々の精、風の精」「風人録」「波子」「真珠」収録
- 『日本文化私観』文体社 1943年12月
  - 「青春論」など6編収録
- 『二流の人』九州書房 1947年2月
- 『逃げたい心』銀座出版社 1947年4月
  - 「海の霧」「蝉」「小さな部屋」「麓」「姦淫に寄す」「淫者山へ乗りこむ」「逃げたい心」「禅僧」「篠笹の陰の顔」収録
- 『白痴』中央公論社 1947年5月
  - 「風博士」「孤独閑談」「外套と青空」「閑山」「紫大納言」「勉強記」「盗まれた手紙の話」「白痴」「二十一」収録
- 『いづこへ』真光社 1947年5月
  - 「石の思ひ」など9編収録
- 『堕落論』銀座出版社 1947年6月
  - 「日本文化私観」「青春論」「堕落論」「続堕落論」「デカダン文学論」「戯作者文学論」「FARCEに就て」「文学のふるさと」「萼堂小論」「文芸時評」「風俗時評」「長島の死に就て」収録
- 『吹雪物語』（改訂版）新体社 1947年7月
- 『いのちがけ』春陽堂 1947年7月
  - 「黒谷村」「竹薮の家」「木々の精、風の精」「イノチガケ」「風人録」「波子」収録
- 『道鏡』八雲書店 1947年10月
  - 「木枯しの酒倉から」「霓博士の廃頽」「蒼茫夢」「金談にからまる詩的要素の神秘性に就いて」「をみな」「土の中からの話」収録
- 『欲望について』白桃書房 1947年11月
  - 「大阪の反逆」など20編収録
- 『外套と青空』地平社 1947年12月
  - 「風博士」「禅僧」収録
- 『青鬼の褌を洗う女』山根書店 1947年12月
  - 「散る日本」など4編収録
- 『二流の人』（改訂版）思索社 1948年1月
- 『風博士』山河書院 1948年1月
  - 「木枯しの酒倉から」「風博士」「閑山」「勉強記」「盗まれた手紙の話」「土の中からの話」「桜の森の満開の下」収録
- 『金銭無情』文藝春秋新社 1948年2月
  - 「金銭無情」「出家物語」併録
- 『吹雪物語』（改訂版）山根書店 1948年2月
- 『教祖の文学』草野書房 1948年4月
- 『風と光と二十の私と』日本書林 1948年10月
  - 「黒谷村」「孤独閑談」「古都」収録
- 『竹薮の家』文藝春秋新社 1948年11月
- 『ジロリの女』秋田書店 1948年12月
  - 「無毛談」など5編収録
- 『不連続殺人事件』イブニングスター社 1948年12月
  - ※ 第2回探偵作家クラブ賞受賞。
- 『不良少年とキリスト』新潮社 1949年1月
  - 「戦争論」など11編収録
- 『不連続殺人事件』岩谷書店 1949年9月
- 『堕落論』（改訂豪華版）銀座出版社 1949年12月
- 『勝負師』作品社 1950年1月
  - 「精神病覚書き」「日月様」「勝負師」「行雲流水」「わが精神の周囲」「小さな山羊の記録」「退歩主義者」収録
- 『火 第一部』大日本雄弁会講談社1950年5月
- 『現代忍術伝』大日本雄弁会講談社1950年9月
  - 「現代忍術伝」「投手殺人事件」併録
- 『天明太郎』（林房雄らと合作。日本放送協会編）宝文館 1950年10月
- 『安吾巷談』文藝春秋新社 1950年12月
  - ※ 文藝春秋読者賞を受賞。
- 『街はふるさと』新潮社 1950年12月
- 『明治開化 安吾捕物帖』日本出版協同 1953年4月（第一巻）、1953年5月（第二巻）、1954年1月（第三巻）
- 『信長』筑摩書房 1953年5月
- 『夜長姫と耳男』大日本雄弁会講談社1953年12月
  - 「夜長姫と耳男」「梟雄」「水鳥亭」など7編収録
- 『狂人遺書』中央公論社 1955年3月
- 『保久呂天皇』大日本雄弁会講談社 1955年3月
- 『明日は天気になれ』池田書店 1955年4月
- 『わが人生観』筑摩書房 1955年5月
- 『投手殺人事件』東方社 1955年5月
- 『精神病覚え書』ダヴィッド社 1955年5月
- 『安吾人生案内』春歩堂 1955年6月
- 『安吾史譚』春歩堂 1955年7月
- 『花妖』池田書店 1955年8月
- 『二流の人』大日本雄弁会講談社 1955年8月
- 『安吾捕物帖』（全4巻）春歩堂 1955年9月-12月
- 『残酷な遊戯・花妖』春陽堂書店　2021年2月 - 2020年11月に古書店で発見された未発表原稿の作品（「花妖」と類似）を収録。

### 選集・全集
- 『坂口安吾選集』（全9巻）銀座出版社 1947年12月-1948年8月
  - 解説：福田恆存
- 『坂口安吾選集』（全8巻）創元社 1956年7月-1957年6月
  - 解説：檀一雄
- 『定本坂口安吾全集』（全13巻）冬樹社 1967年11月-1971年12月
  - 解説：奥野健男。解題：関井光男
- 『坂口安吾評論全集』（全7巻）冬樹社 1971年12月-1972年3月
  - 解説：関井光男
- 『坂口安吾選集』（全12巻）講談社 1982年2月-1983年2月
  - 解説：野坂昭如。解題：関井光男
- 『坂口安吾全集』（全18巻）筑摩書房〈ちくま文庫〉1989年-1991年
- 『坂口安吾全集』（全17巻＋別巻）筑摩書房 1998年-2000年、※別巻2012年12月
- 『坂口安吾歴史小説コレクション』（全3巻）春陽堂書店 2018年
  - 解説：七北数人
- 『坂口安吾エンタメコレクション』（全3巻）春陽堂書店 2019年
  - 解説：七北数人
- 坂口安吾『「新しい戦前」の時代、やっぱり安吾でしょ 坂口安吾傑作選』本の泉社、2023年3月25日。ISBN 978-4780722369。

### 文庫新版
- 新潮文庫『白痴』1949年10月、改版1997年、2011年
  - 新版『堕落論』2000年、『不連続殺人事件』2018年、『不良少年とキリスト』2019年
- 角川文庫『堕落論』『不連続殺人事件』、『明治開化安吾捕物帖』正・続、各・改版2006年ほか
  - 『道鏡・狂人遺書』『暗い青春・魔の退屈』『ふるさとに寄する讃歌』『外套と青空』『ジロリの女』『夜長姫と耳男』『散る日本』『安吾巷談』『安吾史譚』『安吾新日本地理』『白痴・二流の人』『能面の秘密』『復員殺人事件』『私の探偵小説』
- 創元推理文庫『日本探偵小説全集10　坂口安吾集』1985年
- 河出文庫『安吾史譚』1989年
  - 『心霊殺人事件　安吾全推理短篇』『復員殺人事件』2019年
  - 『安吾新日本地理』『安吾新日本風土記』『日本論』
- 講談社文芸文庫『桜の森の満開の下』1989年、ほか9冊
- ちくま文庫『坂口安吾　ちくま日本文学』2008年
- 岩波文庫『堕落論・日本文化私観 他二十二篇』2008年
  - 『桜の森の満開の下・白痴 他十二篇』『風と光と二十の私と・いずこへ 他十六篇』
- 実業之日本社文庫『堕落論・特攻隊に捧ぐ』2013年
- 土曜文庫『真書太閤記』、『信長』、『安吾史譚』2017年。オンデマンド出版
- 中公文庫『勝負師 将棋・囲碁作品集』2018年

### 文庫漫画版
- バラエティ・アートワークス企画・画『堕落論・白痴　まんがで読破』イースト・プレス、2007年
- 萩原玲二画『桜の森の満開の下』ホーム社（集英社漫画文庫）、2010年
- 近藤ようこ画『夜長姫と耳男』『桜の森の満開の下』岩波現代文庫、2017年

## 家族・親族
曾祖父・坂口得太郎
享和3年（1803年）生 – 天保10年（1839年）没
曾祖母・ミタ
文化9年（1812年）生 – 1875年（明治8年）没
祖父・坂口得七（村長）
文政10年（1827年）3月11日生 – 1906年（明治39年）10月30日没
坂口得太郎の長男。新潟県中蒲原郡阿賀浦村大字大安寺（現・新潟市秋葉区大安寺）の村長を務める。投機失敗で、明治以降に没落する。安吾誕生の10日後に松之山で発病し死去。
坂口家は代々の旧家。高祖は江戸時代の囲碁棋士の阪口仙得家の末裔という説もある。新潟での遠祖は坂口治右衛門（のち甚兵衛）。治右衛門は、元は肥前唐津の陶工で、のちに加賀の大聖寺へ移り九谷焼の陶工となり、多くの従者を伴って越後長岡から大安寺に移住したという。そして大安寺の地で、「甚兵衛」「津右衛門」の二家に分れ、津右衛門が「友伯」「津右衛門」の二家に分れた。坂口得七は、「友伯」の四代目にあたる。
祖母・ユウ
天保5年（1834年）生 – 1897年（明治30年）没
父・坂口仁一郎（衆議院議員、漢詩人）
安政6年1月2日生（1859年2月4日） – 1923年（大正12年）11月2日没
坂口得七の長男。聖籠村諏訪山の大野耻堂の漢学塾・絆己楼に学び、数え年の15歳の時に、玉井ハマ（万延元年3月12日生）と結婚。東京に上京したが新潟に戻り、新潟米商会所（新潟米穀株式会社取引所）で働く。ハマとの間に三女を儲ける。
憲政本党所属の衆議院議員として県会議長を務める。新潟米穀株式会社取引所理事長。新潟新聞社（現・新潟日報社）社長を歴任。森春濤社中の漢詩人としての号は、「阪口五峰」「七松山人」。細胞肉腫、後腹膜腫瘍により64歳で死去。
母・アサ
1869年（明治2年）1月21日生 - 1942年（昭和17年）2月16日没
旧姓・吉田アサ。新潟県中蒲原郡五泉町大字五泉（現・五泉市本町）の弁護士で県会議員・吉田久平［天保5年（1834年）2月18日生 - 1901年（明治34年）3月20日没］の次女。吉田家は大地主の素封家で、高祖は藤原鎌足の末裔にあたる。父・吉田久平は弁護士で、坂口仁一郎と政治活動を共にしていた。
坂口仁一郎の先妻・ハマの没後、1891年（明治24年）9月19日に後妻として22歳で仁一郎に嫁ぎ、五男四女を儲ける。家門を重んじ、一子（妾腹の子）・キヌを養女にする。
長兄・坂口献吉（ラジオ局社長）
1895年（明治28年）8月3日生 – 1966年（昭和41年）8月13日没
坂口仁一郎とアサの長男。13人姉弟の6番目。上に姉5人（養女・キヌを含め）がいる。安吾とは10歳離れている。絵が得意で、安吾の勉強部屋や父親の肖像画を描いている。
早稲田大学政治経済学部在学中の1915年（大正4年）に結核となり、5年間ほど神奈川県茅ヶ崎市の南湖院や、小田原の伝肇寺で療養生活し、大学を一時休学する。この時期に油絵を描いたり、北原白秋を訪ねる。
1922年（大正11年）6月19日に、五泉町の吉田徳（従姉妹）と結婚。徳（1901年12月17日‐1983年1月30日）は、母・アサの姪（妹・マサの娘）。
1924年（大正13年）に早稲田大学を卒業後、長岡銀行東京支店に入行。翌年、横浜市鶴見区の日英醸造株式会社に転職。新潟日報社、ラジオ新潟（現・新潟放送）社長。父・仁一郎の追悼録漢詩集『五峰遺稿』と『五峰余影』をそれぞれ、1925年（大正14年）10月、1929年（昭和4年）11月に編集刊行している。
五姉・セキ
1893年（明治26年） - 1984年（昭和59年）没
坂口仁一郎とアサの長女。13人姉弟の5番目。献吉のすぐ上の姉。
父・仁一郎の妹（叔母）が明治24年に新潟県東頸城郡松之山町の村山政策に嫁ぎ、その間に出来た長男・村山真男と明治43年に結婚し、娘・喜久を儲ける。
姪・村山喜久
1918年（大正7年）2月3日生 - 1938年（昭和13年）6月29日没
五姉・セキの娘。嵐の夜に松之山の自宅の池の前で、20歳で自殺。安吾は、喜久を愛しんでいた。
六姉・アキ
1897年（明治30年） - 1967年（昭和42年）没
坂口仁一郎とアサの次女。13人姉弟の7番目。1919年（大正8年）12月に越後川口の古田島和太郎に嫁ぐ。
次兄・七松（夭折）
1900年（明治33年） - 1907年（明治40年）9月17日没
坂口仁一郎とアサの次男。13人姉弟の8番目。7歳で夭折。
三兄・成三（夭折）
1902年（明治35年） - 1904年（明治37年）没
坂口仁一郎とアサの三男。13人姉弟の9番目。2歳で夭折。
四兄・上枝（双子）
1903年（明治36年） - 1976年（昭和51年）没
坂口仁一郎とアサの四男。13人姉弟の10番目。上枝（ほづえ）と読む。
癇癪持ちの炳五（安吾）が出刃庖丁をふりあげて、この3つ違いの兄を追い回したことがあった。1922年（大正11年）に早稲田大学理工学部機械工学科に入学。卒業後、小石川の東京計器製作所にエンジニアとして入社。1932年（昭和7年）に12月に、山形県東置賜郡赤湯町（現・南陽市）の須藤雪子と結婚。
七姉・下枝（双子）
1903年（明治36年） - 1984年（昭和59年）没
坂口仁一郎とアサの三女。13人姉弟の11番目。しづえと読む。上枝とは双子の兄妹。1910年（明治43年）12月、6歳で中魚沼郡上野村（現・十日町市上野）の星名佐藤治（定太郎）の養女になる（1922年に協議離縁）。下枝は生まれて間もない頃から乳母とともに星名家に同居。1927年（昭和2年）1月に熊本県下益城郡海東村（現・小川町）出身の和田成章に嫁ぐ。
妹・千鶴
1911年（明治44年）3月27日生 - 1967年（昭和42年）没
坂口仁一郎とアサの四女。13人兄妹の13人目。
1929年（昭和4年）に母・アサと共に上京し、安吾と献吉夫婦らと同居する。
長姉・シウ（異母姉）
1876年（明治9年） - 1946年（昭和21年）没
坂口仁一郎とハマ（先妻）の長女。13人姉弟の1番目。献吉と安吾にとり、腹違いの姉にあたる。1896年（明治29年）2月に北蒲原郡越岡村（現・新潟市北区岡方）の曽我直太郎に嫁ぐ。炳五（安吾）とは同居せず。
1920年（大正9年）10月に、姑毒殺未遂疑惑が発覚する。
次姉・ユキ（異母姉）
1888年（明治21年） - 1935年（昭和10年）没
坂口仁一郎とハマ（先妻）の次女。13人姉弟の2番目。献吉と安吾にとり、腹違いの姉にあたる。1896年（明治29年）1月に北蒲原郡長浦村上土地亀（現・北区上土地亀）の新保巽に嫁ぐ。炳五（安吾）とは同居せず。
1920年（大正9年）10月に、姉・シウの姑毒殺未遂疑惑が発覚した際に、モルヒネを調達した疑いで新津警察署の取り調べを受ける。
三姉・ヌイ（異母姉）
1889年（明治21年） - 1930年（昭和5年）没
坂口仁一郎とハマ（先妻）の三女。13人姉弟の3番目。献吉と安吾にとり、腹違いの姉にあたる。安吾より18歳上。1908年（明治41年）12月に岩船郡山辺里村（現・村上市山辺里）の小田喜一郎に嫁ぐ。娘・綾子を儲ける。黒色肉腫のため40歳で死去。娘・綾子は、1930年（昭和5年）に女子美術専門学校に入学し、毎週土日に荏原郡の坂口家に遊びに寄る。
安吾は兄妹の中で、この異母姉・ヌイが「私の悲しさのたつた一人の理解者だつた」だったと語っている。
四姉・キヌ（養女）
1891年（明治24年） - 1984年（昭和59年）没
坂口仁一郎と芸妓・五泉キチとの間の長女。
実母は古町の芸妓をしていた。1916年（大正5年）に仁一郎とアサの養女となるが、それ以前から坂口家に同居。1917年（大正6年）11月に新潟市の歯科医・行形行三郎に嫁ぐ。
妻・坂口三千代
1923年（大正12年）2月7日生 – 1994年（平成6年）11月2日没
旧姓は梶三千代。父親は梶仙治。実家は向島の料亭。1947年（昭和22年）9月、24歳の時に坂口安吾と結婚生活に入る。安吾の死後、銀座に文壇バー「クラクラ」を開店。
長男・坂口綱男（写真家）
1953年（昭和28年）8月6日生 - 
群馬県桐生市本町で出生。8月17日に、「チャック世に現れ アトムまた世に現ろとも綱の用の絶ゆることなかるべし 汝一本の綱たらば足らむ　綱なるはまた巨力を要す　父　綱男君」と命名書が書かれた。
1978年（昭和53年）からフリーカメラマンとして活動。

## 略年譜
- 1906年（明治39年） - 新潟県新潟市西大畑通28番戸（現・中央区西大畑町579番地）で誕生。
- 1911年（明治44年） - 5歳。西堀幼稚園に入園。
- 1913年（大正2年） - 7歳。新潟尋常高等小学校入学。
- 1918年（大正7年） - 12歳。新潟尋常高等小学校卒業。
- 1919年（大正8年） - 13歳。県立新潟中学校（現・県立新潟高校）入学。
- 1921年（大正10年） - 15歳。英語、博物などが不合格となり、落第する。
- 1922年（大正11年） - 16歳。再落第の惧れがあり、県立新潟中学校から東京府の私立豊山中学校（現・日本大学豊山高等学校）に編入。父と長兄・献吉と共に東京府豊多摩郡戸塚町大字諏訪（現・西早稲田2丁目）に移住。
- 1923年（大正12年） - 17歳。父・仁一郎が細胞肉腫のため自宅で死去（64歳で没）。兄と池袋などを転々とする。
- 1924年（大正13年） - 18歳。第10回全国中等学校陸上競技会（インターハイの前身）のハイジャンプで1メートル57センチの記録で優勝。
- 1925年（大正14年） - 19歳。私立豊山中学校卒業。荏原郡世田ヶ谷町の荏原尋常高等小学校（現・若林小学校）の分教場（現・代沢小学校）の代用教員となる。
- 1926年（大正15年） - 20歳。代用教員を辞し、東洋大学印度哲学倫理学科第二科入学。睡眠4時間の生活を1年半続ける。
- 1928年（昭和3年） - 22歳。アテネ・フランセ初等科入学。フランス語を学び、モリエール、ヴォルテール、ボーマルシェなどを愛読した。小説家への夢を本格的に固める。
- 1930年（昭和5年）- 24歳。東洋大学卒業。卒業生は16人だった。アテネ・フランセの中等科から高等科に進む。荏原郡大井町字元芝（現・品川区東大井）の借家から同郡矢口町字安方127番地（現・大田区東矢口）に新築した家に、兄・献吉夫婦と母・アサと転居。アテネ・フランセの友人たちと同人雑誌『言葉』創刊。
- 1931年（昭和6年）- 25歳。『言葉』2号に処女作「木枯の酒倉から」発表。後継誌『青い馬』に「ふるさとに寄する讃歌」「風博士」「黒谷村」など発表。牧野信一の主宰雑誌『文科』同人となる。
- 1932年（昭和7年）- 26歳。酒場「ウヰンザア」で矢田津世子と知り合い、交際が始まる。この酒場では、中原中也とも知り合っている。ウヰンザアの女給・坂本睦子と肉体関係を持つ。
- 1933年（昭和8年）- 27歳。田村泰次郎、矢田津世子らと同人誌『櫻』を創刊。
- 1934年（昭和9年）- 28歳。酒場ボヘミアンのマダム・お安と同棲し、大森区堤方町（現・大田区中央）の十二天アパートに移る。8月に越前、北陸地方を放浪。
- 1935年（昭和10年）- 29歳。処女小説集『黒谷村』出版。新鹿沢温泉に赴き、長野県小県郡弥津村（現・東御市）の奈良原鉱泉で一夏を過す。お安と別かれ、蒲田区安方町の家へ戻る。
- 1936年（昭和11年）- 30歳。1月から「狼園」を『文學界』に連載するが、3月に牧野信一の自殺に衝撃を受けて連載を中絶。6月に矢田津世子に絶交の手紙を送り、長編小説の構想を始め、11月に「吹雪物語」の執筆を開始。
- 1937年（昭和12年）- 31歳。京都府京都市伏見区で「吹雪物語」に専念するが、間借り先で碁会所を開き、囲碁や飲酒に興じる。
- 1938年（昭和13年）- 32歳。帰京して本郷の菊富士ホテルに滞在。松之山にいる姪・村山喜久（20歳）が自殺。『吹雪物語』が刊行されるが、失敗作と見なされる。失意の中、日本の古典文学や昔話を読み、12月に「閑山」を雑誌『文体』に発表。
- 1939年（昭和14年）- 33歳 - 「紫大納言」を『文体』に発表。茨城県取手町の取手病院の離れに住み込み、新たな小説の腹案を練る。
- 1940年（昭和15年）- 34歳。三好達治に誘われ、小田原早川橋付近の亀山別荘に移り住み、切支丹物を読む。7-9月に歴史小説「イノチガケ」を『文学界』に発表。12月に「風人録」を同人誌『現代文學』に発表。大井広介と親しくなり、『現代文學』同人となる。
- 1941年（昭和16年）- 35歳。8月に「文学のふるさと」を『現代文學』に発表。
- 1942年（昭和17年）- 36歳。2月に母・アサ死去（73歳で没）。3月に「日本文化私観」を『現代文學』に発表。
- 1943年（昭和18年）- 37歳。日本文学報国会『辻小説集』に「伝統の無産者」寄稿（『知性』5月号）。12月にエッセイ集『日本文化私観』を文体社より刊行。
- 1944年（昭和19年）- 38歳。1月に「黒田如水」を『現代文學』に、2月に「鉄砲」を『文藝』に発表。徴兵逃れの目的で日本映画社の嘱託社員になる。
- 1945年（昭和20年）- 39歳。2月26日に東京大空襲に遭うが、家は焼け残る。3月に矢田津世子が死去（36歳で没）。
- 1946年（昭和21年）- 40歳。4月に「堕落論」、6月に「白痴」を『新潮』に発表。10月に「戦争と一人の女」を『新生』に発表。12月に文藝春秋社『座談』で阿部定と対談。
- 1947年（昭和22年）- 41歳。1月、「風と光と二十の私と」を『文藝』に、「戯作者文学論」を『近代文学』に発表。4月に梶三千代と新宿の酒場チトセで知り合い、9月に結婚。6月に「桜の森の満開の下」を『肉体』に発表。7月から「不連続殺人事件」を『日本小説』に連載開始。10月に「青鬼の褌を洗う女」を『愛と美』（『週刊朝日』25周年記念号）に発表。
- 1948年（昭和23年）- 42歳。『るまねすく』の同人となる。『二流の人』（「黒田如水」の発展）、『風と光と二十の私と』、『不連続殺人事件』を刊行。『不連続殺人事件』は翌年第2回探偵作家クラブ賞受賞。
- 1949年（昭和24年）- 43歳。睡眠薬アドルム中毒により東京大学医学部附属病院神経科に入院。8月から『座談』に「復員殺人事件」の連載を始めるが翌年雑誌廃刊のため中絶（翌年3月まで）。静岡県伊東温泉で転地療養するため、伊東市岡区広野に移住。
- 1950年（昭和25年）- 44歳。「安吾巷談」を『文藝春秋』に連載し、翌年文藝春秋読者賞を受賞。10月から「明治開化 安吾捕物帖」を『小説新潮』に連載。
- 1951年（昭和26年）- 45歳。「安吾新日本地理」のため全国を旅行し、3月から『文藝春秋』に連載。税金滞納や伊東競輪不正告訴事件で世間を騒がす。被害妄想から友人宅や妻の実家を転々とし身を潜める。
- 1952年（昭和27年）- 46歳。「安吾史譚」を『オール読物』に連載開始。南川潤の紹介で群馬県桐生市本町の書上邸の離れに移住。6月に「夜長姫と耳男」を『新潮』に発表。
- 1953年（昭和28年）- 47歳。長野県に取材旅行中、アドルムと酒で酔い暴れて、松本市の留置場に入る。釈放された8月6日に長男・綱男が誕生。
- 1954年（昭和29年）- 48歳。8月から「真書太閤記」を『知性』に連載開始。10月に初めて家族そろって新潟市に帰省する。「安吾新日本風土記」の構想を得て、12月に九州・宮崎県日向に赴く。
- 1955年（昭和30年）- 49歳。「安吾新日本風土記」を『中央公論』に連載開始。富山県、新潟県、高知県を取材し、2月15日に桐生市の自宅に戻り、17日の朝、突如脳内出血のため永眠。48歳で没した。

## 映画化作品
| 公開年月日     | タイトル                                                                 | 監督     | 主演       | 製作                                            | 配給                     |
| -------------- | ------------------------------------------------------------------------ | -------- | ---------- | ----------------------------------------------- | ------------------------ |
| 1951年4月27日  | 天明太郎                                                                 | 池田忠雄 | 佐野周二   | 松竹大船撮影所                                  | 松竹                     |
| 1958年1月9日   | 負ケラレマセン勝ツマデハ                                                 | 豊田四郎 | 森繁久彌   | 東京映画                                        | 東宝                     |
| 1975年5月31日  | 桜の森の満開の下                                                         | 篠田正浩 | 若山富三郎 | 芸苑社                                          | 東宝                     |
| 1977年3月15日  | 不連続殺人事件                                                           | 曾根中生 | 瑳川哲朗   | タツミキカク / ATG                              | ATG                      |
| 1998年10月17日 | カンゾー先生                                                             | 今村昌平 | 柄本明     | 今村プロダクション / 東映 / 東北新社 / 角川書店 | 東映                     |
| 1999年11月13日 | 白痴                                                                     | 手塚眞   | 浅野忠信   | 手塚プロダクション                              | 松竹                     |
| 2011年11月19日 | UN-GO episode:0 因果論                                                   | 水島精二 | 勝地涼     | ボンズ                                          | 東宝                     |
| 2012年9月29日  | BUNGO〜ささやかな欲望〜 告白する紳士たち「握った手」 ※オムニバスの一篇。 | 山下敦弘 | 山田孝之   | ボイスアンドハート                              | 角川映画                 |
| 2013年4月27日  | 戦争と一人の女                                                           | 井上淳一 | 江口のりこ | 戦争と一人の女製作運動体                        | ドッグシュガームービーズ |

## 評伝・研究・関連文献
- 坂口献吉編『五峰余影』新潟新聞社 1929年11月
- 石川淳『諸国畸人伝』筑摩書房 1957年、中公文庫 新版2014年 - 父・坂口仁一郎（阪口五峯）についての評伝
  - 石川淳『安吾のいる風景』- 追悼文。新版は「石川淳評論選」菅野昭正編、ちくま文庫 2006年
- 江口清『晩年の坂口安吾』作家社 1964年1月
- 坂口守二『治右衛門とその末裔』新潟日報事業社 1966年6月
- 坂口三千代『クラクラ日記』文藝春秋 1967年3月、ちくま文庫 1989年10月 - 序文・石川淳
  - 坂口三千代『安吾追想』冬樹社 1981年2月
- 檀一雄『太宰と安吾』虎見書房 1968年7月、バジリコ、2003年、角川ソフィア文庫 2016年
  - 檀一雄『小説坂口安吾』東洋出版 1969年10月、沖積舎「全集 第7巻」1992年
- 庄司肇『坂口安吾』南北社 1968年8月
- 林忠彦『カストリ時代』朝日ソノラマ 1970年。以下は各、安吾の仕事場の写真を収録。
  - 『文士の時代』朝日新聞社（元版の大判） 1986年。朝日文庫 1988年。中公文庫（改訂版）2014年
  - 新版『文士と小説のふるさと』ピエ・ブックス 2007年
  - 『日本の写真家25　林忠彦』岩波書店 1998年
- 奥野健男『坂口安吾』文藝春秋 1972年9月、文春文庫、1996年
- 森安理文『偉大なる落伍者―坂口安吾』社会思想社：現代教養文庫 1972年9月
- 兵藤正之助『坂口安吾論』冬樹社 1972年12月
- 関井光男『坂口安吾研究』（I・II）冬樹社 1972年12月-1973年5月
- 森安理文・高野良和『坂口安吾研究』南窓社 1973年6月
- 佐藤文寿『坂口安吾―その生と死』春秋社 1974年4月
- 兵藤正之助『坂口安吾』講談社現代新書 1976年1月
- 日本近代文学会新潟支部会『坂口安吾』野島出版 1976年4月
- 関井光男『坂口安吾の世界』冬樹社 1976年4月
- 若園清太郎『わが坂口安吾』昭和出版 1976年6月
- 杉森久英『小説 坂口安吾』河出書房新社 1978年9月、河出文庫 1984年
- 『文芸読本　坂口安吾』河出書房新社 1978年、新装版1984年
- 神谷忠孝編『坂口安吾 鑑賞日本現代文学22』角川書店 1981年1月
- 矢島道弘『相反する情念―坂口安吾の世界』近代文芸社 1983年3月
- 久保田芳太郎・矢島道弘『坂口安吾研究講座』（I・II）三弥井書店 1984年7月-1985年11月
- 浅子逸男『坂口安吾私論―虚空に舞う花 新鋭研究叢書7』有精堂 1985年5月
- 小川弘幸『蘇る坂口安吾』神田印刷株式会社企画室 1986年2月
- 村上護『安吾風来記―ファルスの求道者』新書館 1986年3月
- 『坂口安吾　新潮日本文学アルバム35』新潮社 1986年6月
- 野原一夫『人間 坂口安吾』新潮社 1991年、学陽書房 人物文庫 1996年
- 柄谷行人『坂口安吾と中上健次』太田出版 1996年、講談社文芸文庫 2006年
  - 柄谷行人『坂口安吾論』インスクリプト 2017年
- 坂口綱男『安吾と三千代と四十の豚児と』集英社 1999年
  - 坂口綱男『安吾のいる風景』 春陽堂書店 2006年。フォトエッセイ
- 七北数人『評伝坂口安吾 魂の事件簿』集英社 2002年
- 『坂口安吾論集』（全3巻）ゆまに書房 2002年、2004年、2007年
- 出口裕弘『坂口安吾－百歳の異端児』新潮社 2006年
- 相馬正一『坂口安吾－戦後を駆け抜けた男』人文書館 2006年
- 『ユリイカ 詩と批評 特集 太宰治・坂口安吾』青土社 2008年8月号
- 半藤一利『坂口安吾と太平洋戦争』PHP研究所 2009年。『安吾さんの太平洋戦争』ちくま文庫 2024年
- 西部邁・佐高信「坂口安吾『堕落論』」『西部邁と佐高信の快著快読』光文社 2012年。191-227頁
- 『KAWADE夢ムック 文藝別冊 総特集　坂口安吾―風と光と戦争と』河出書房新社 2013年
- 佐々木中『戦争と一人の作家　坂口安吾論』河出書房新社 2016年
- 藤沢周編『安吾のことば　「正直に生き抜く」ためのヒント』集英社新書 2016年

## 派生関連本
- いしかわじゅん『ちゃんどら』双葉社 1983年 - 風博士という人物が登場する
- 荻野アンナ『アイ・ラブ安吾』朝日新聞社 1992年／朝日文庫、1995年
- 春原千秋『将棋を愛した文豪たち』メディカルカルチュア社 1994年 - 将棋愛好家の精神科医が、やはり将棋を愛した作家に関して書いた本。坂口安吾の章では、安吾が東大病院に入院していた当時、著者自身もその医局にいて、直接対面した事が記されている（残念ながら具体的なことは著者の記憶に残っていないし、その当時安吾が将棋観戦記を書いていたことも知らなかったので、将棋に関する話を聴けなかった）。
- 長尾剛『坂口安吾・人生ギリギリの言葉』PHP研究所 2009年。対談形式で作品名言集を引き出す。
- 杉山直樹『血をわたる』自由国民社　2011年 ISBN 978-4-426-10888-5
- 野崎六助『安吾探偵控』(2003年、東京創元社、創元クライム・クラブ) - 昭和12年、Y女との破局の痛手を抱えて、京都の食堂の二階に下宿しながら執筆活動を続ける安吾を探偵役にしたミステリー。続編に、『イノチガケ　安吾探偵控』（2005年）、『オモチャ箱　安吾探偵控』（2007年）がある(共に、東京創元社、創元クライム・クラブ)。
- 山田正紀『弥勒戦争』早川書房 1976年 - 焼跡の酒場で自身の経験による恋愛論などを語る安吾が登場する。
- 手塚治虫『鉄腕アトム』 - 「風船爆弾」という話に、坂口安吾をもじった大福安古なる人物が登場する。
- テレビアニメ『UN-GO』（アンゴ） - 坂口安吾原案、ボンズ制作。フジテレビ系列「ノイタミナ枠」にて、2011年10月～12月放送。テレビシリーズの前日譚にあたる映画『UN-GO episode:0 因果論』も2011年11月に公開された。
- 會川昇『UN-GO 因果論』ハヤカワ文庫JA　2012年 - 上記アニメ作品脚本家による映画ノベライズ。小説版オリジナルの前日譚も収録。
- あさぎ龍｢木々の精、谷の精｣  - 同名の作品をベースにした成年コミック。成年マンガ誌『COMICペンギンクラブ』(富士美出版)2019年1月号～3月号に掲載。単行本『おへその下が、あついんだ』(2019年、富士美コミックス)収録。